# Cis steinheili
Cis steinheili es una especie de coleóptero de la familia Ciidae.

## Distribución geográfica
Habita en Colombia.